# 케냐 축구 연맹
케냐 축구 연맹(영어: Football Kenya Federation, FKF)은 케냐의 축구 협회이다. 케냐 프리미어리그, 케냐 여자 프리미어리그, FKF 디비전 원, FKF 여성 디비전 원, 케냐 축구 국가대표팀을 조직한다. 현재 축구 협회 회장인 닉 음웬드와가 이끌고 있다.

## 역사
1960년 FIFA의 가맹국이 되었고 1961년 CAF의 가맹국이 되었다가 1973년 CECAFA의 가맹국이 되었다.
2011년 11월, 풋볼 케냐 리미티드(FKL)는 유한 회사를 그만두기를 원하면서 해체되었다. 케냐 축구 연맹(FKF)은 FKL을 대체하였지만, 대부분의 새로운 임원 자리는 FKL의 이전 입주자들에 의해 유지되었다.

## 부패
2022년 11월, FIFA는 케냐 축구 연맹이 부패 의혹으로 해체된 후 복직을 결정함에 따라 케냐 축구 연맹을 상대로 자격 정지를 해제했다.